# Zigeunerorkest
Een zigeunerorkest is een groep muzikanten - soms van Roma (volk)afkomst - met een specifiek repertoire van zigeunermuziek. De bezetting van een zigeunerorkest is doorgaans:
- eerste viool (primas), speelt de melodie en is tevens orkestleider
- tweede viool, speelt tweede stem of tweesnarige akkoorden
- altviool (bratsch), speelt twee- soms driestemmige akkoorden en verzorgt bij snelle delen de after-beat, hier "estam" genoemd
- contrabas, verzorgt de grondtoon van de harmonieën; zonder bas ontbreekt de ziel aan deze muziek
- cimbalom (cimbaal), verleent een typische zigeunerklank aan het orkest; verzorgt de harmonieën en bepaalt snelheid en ritme.

eventueel aangevuld met:
- klarinet (alleen in Hongaarse muziek), speelt versieringen rondom de hoofdmelodie, te vergelijken met de rol van de klarinet in dixieland
- cello, versterkt het akkoordenverloop en/of versterkt het ritme
- piano, ter versterking van harmonie en ritme; blijft op de achtergrond
- gitaar, versterkt (en vervangt soms) het cimbaal

NB: deze instrumenten zijn lang niet altijd tegelijk aanwezig
In Roemeense orkesten treden op:
- panfluit, vervult dezelfde rol als die van de primas in andere orkesten
- accordeon, versterkt de harmonieën en vooral de "estam" (afterbeat, 2e en 4e tel in vierkwartsmaat) in de snelle delen; vervult af en toe een solo maar blijft verder op de achtergrond

In Nederland is het orkest van Tata Mirando waarschijnlijk het meest bekend.

## Links naar live uitvoeringen
- Zigeunerstijl uitvoering van Tata Mirando video
- Typisch Hongaarse zigeunermuziek in een meer ontspannen sfeer
- Roemeense gipsy-style muziek in een restaurant in Boekarest
- De csardas van Monti is niet van zigeuner-oorsprong maar wordt hier wel in zigeunerstijl uitgevoerd, zo ook het Russische "Deux Guitares" door dezelfde primas

In deze voorbeelden is de interactie tussen cymbaal en primas, alsmede de rol van bas, tweede viool, piano en eventuele klarinet en accordeon goed te zien.